# Noyers-sur-Jabron
Noyers-sur-Jabron è un comune francese di 449 abitanti situato nel dipartimento delle Alpi dell'Alta Provenza della regione della Provenza-Alpi-Costa Azzurra.
È il paese natale di San Bovo, tumulato nel duomo di Voghera.

## Società

### Evoluzione demografica
Abitanti censiti